# İnci Aral

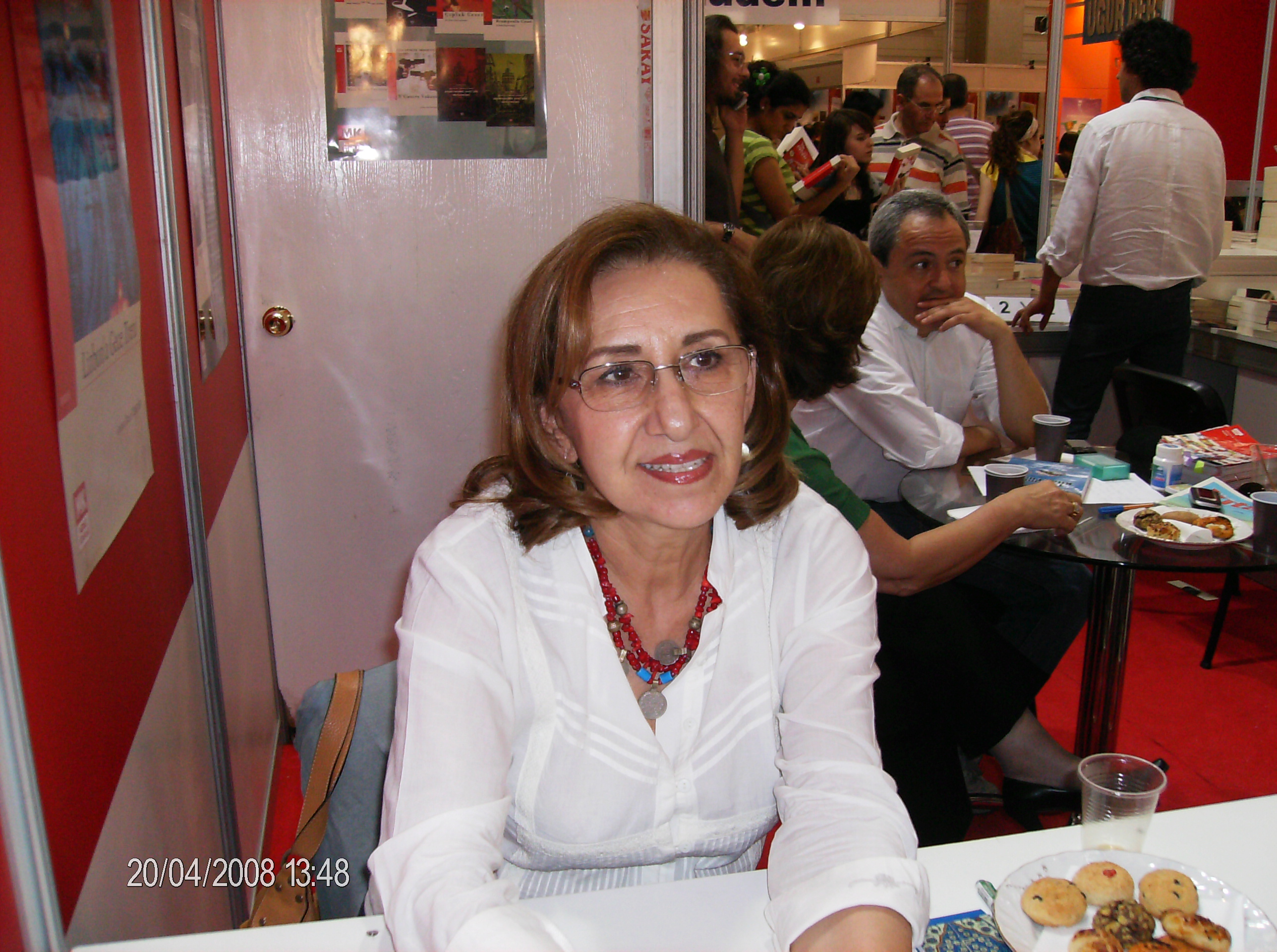
Fotografía de İnci Aral

İnci Aral (Denizli, 27 de noviembre de 1944) es una escritora turca.

## Biografía
Estudió pedagogía en Manisa y luego pintura en el Instituto Superior Gazi de Ankara (actual Universidad de Gazi).
Empezó a publicar en revistas en 1977 y fue profesora en Manisa, Samsun, Ankara e İzmir de 1964 a 1984 hasta que lo dejó para abrir una galería de arte en Estambul.
Se dio conocer sobre todo en 1983 cuando publicó Escenas de masacres: mujeres de Anatolia, sobre la masacre de Maraş de 1978.
En 1992, su novela Ölü Erkek Kuşlar ganó el Premio Yunus Nadi. 
Entre sus novelas más conocidas, destacamos Yeni Yalan Zamanlar [La mentira otra vez] de 1994, Mor [Violeta] de 2002 o Safran Sarı [Azafrán amarillo] de 2007.

## Novelas
- Ölü Erkek Kuşlar (1992)
- Yeni Yalan Zamanlar (1994)
- Hiçbir Aşk Hiçbir Ölüm (1997)
- İçimden Kuşlar Göçüyor (1998)
- Mor (2002)
- Taş ve Ten (2005)
- Safran Sarı (2007)
- Sadakat (2010)
- Şarkını Söylediğin Zaman (2011)